# El maestro de Go
El maestro de Go (名人, Meijin) es una novela del autor japonés Yasunari Kawabata, ganador del premio Nobel en 1968, por primera vez publicada en serie en 1951. Kawabata la consideraba su mejor trabajo, a pesar del gran contraste que tiene con el resto de su obra.

## Sinopsis
El maestro de Go es una crónica novelada de la última partida de Go jugada por Honinbo Shusai, jugador profesional y heredero del título la casa Honinbo, contra el joven aspirante Kitani Minoru (llamado en el libro con el nombre ficticio de Otake). Fue esta la última partida en la carrera del maestro Shusai; una larga lucha que tomó al menos seis meses para completarse. Minoru ganó por un confortable margen de cinco puntos, y Shusai murió pasado un año después del final de la partida.
A Kawabata le fue encargado escribir una crónica diaria del transcurso de la partida para el periódico Mainichi Shinbun, y algunos  fragmentos del libro son versiones extraídas de sus originales en su columna del diario. El libro es una crónica no solo de la partida, sino también del enfrentamiento entre los dos jugadores, el encontronazo de dos generaciones y de dos maneras de ver el Go y jugarlo. Afloran los temas inherentes a la lucha entre el viejo jugador cuyas fuerzas flaquean (tenía una afección al corazón que le afectó en el transcurso de la partida) y su joven retador; y también el encuentro entre diferentes estilos de jugar y las personalidades en las cuales están estos enraizados. El libro también refleja la tensión entre las viejas tradiciones y el nuevo pragmatismo. Shusai representaba a la vieja escuela del Go, aquella en que los títulos eran hereditarios, y Minoru a la nueva ola, que junto a su gran amigo Go Seigen representaban el nuevo estilo de juego que experimentaba con nuevas aperturas y no estaba tan anclado a la tradición.
El juego, tal como fue jugado en la vida real y representado con exactitud en el libro, duró 237 movimientos y está documentado en el libro por medio de diagramas. Kitani Minoru, jugando con las negras, ganó por 5 puntos. El libro frecuentemente es utilizado por jugadores occidentales de Go como punto de partida en la exploración del lugar que ocupa el Go en la sociedad japonesa, y también desde el punto de vista del aprendizaje del Go, puesto que fue una partida de gran importancia.
- Datos: Q2303748